# Edward Williams (remero)
Edward Gordon Williams (20 de julio de 1888-12 de agosto de 1915) fue un deportista británico que compitió en remo. Participó en los Juegos Olímpicos de Londres 1908, obteniendo una medalla de bronce en la prueba de ocho con timonel.

## Palmarés internacional
| Juegos Olímpicos | Juegos Olímpicos      | Juegos Olímpicos  | Juegos Olímpicos |
| Año              | Lugar                 | Medalla           | Prueba           |
| ---------------- | --------------------- | ----------------- | ---------------- |
| 1908             | Londres (Reino Unido) | Medalla de bronce | Ocho con timonel |